# Kodera Kenkichi
Kodera Kenkichi (Hyogo, 1877−1949) foi um estudioso da política internacional e membro da câmara baixa do Diet japonês, notável por seu papel fundacional na elaboração e difusão da ideologia asianista. Foi o primeiro a usar o termo 'asianismo' numa publicação de relevo, e contribuiu para a inserção dessas ideias nos meios políticos.

## Vida
Nasceu na atual província de Hyogo, em 14 de abril de 1877, filho de um antigo samurai de um pequeno domínio feudal chamado Kodera Yasujirô. Graduou-se num colégio em Kobe, seguindo logo para Tóquio onde estudou com Sugiura Jûgô, um acadêmico ultra-nacionalista associado ao budismo Tendai, que possuia uma escola que funcionava em inglês.
Em 1897, Kodera inciou uma trajetória de estudos em diversas universidades da Europa e dos Estados Unidos da América, se destacando-se por seus conhecimentos no Direito europeu e internacional, como também na história da diplomacia e do imperialismo europeu.
Durante a Guerra Russo-Japonesa, entre 1905 e 1906, trabalhou no Japão como interprete e porta-voz do exército, em razão de sua competência em línguas estrangeiras. Com a vitória japonesa, estabeleceu junto com seu irmão uma fábrica de processamento de soja na Manchúria, mas logo abdicou da administração para retomar seus estudos, partindo em 1906 para Genebra.
Foi eleito membro da câmara baixa do Diet japonês em 1908, tornando-se o mais jovem membro já eleito, com 31 anos.

## Pensamento
Kenkichi estudou continuamente o direito e a política internacional, permanecendo um observador dos eventos de sua época e publicando diversos livros sobre. Notadamente, foi um importantíssimo articulador da ideologia do asianismo ou pan-asianismo, ainda que nunca tenha se engajado formalmente com a organizações asianistas de então.

### Tratado sobre o Grande Asianismo
O Tratado sobre o Grande Asianismo (Dai-Ajiashugi-ron), publicado em 1916, é considerado sua magnum opus, se estendendo por mais de 1,300 páginas, e sumarizando muitos dos conhecimentos e perspectivas acumuladas por Kenkichi ao longo de suas décadas de estudo.